# Ульги (разъезд)
Ульги́ — разъезд Северобайкальского региона Восточно-Сибирской железной дороги на Байкало-Амурской магистрали (1414 километр).
Находится в Муйском районе Республики Бурятия, на правобережье Муякана (в 2 км к югу от русла реки).

## Пригородное сообщение по станции
| № поезда | Маршрут движения   | № поезда | Маршрут движения   |
| -------- | ------------------ | -------- | ------------------ |
| 6373     | Таксимо — Окусикан | 6374     | Окусикан — Таксимо |